# 天国と地獄 (トムとジェリー)
『天国と地獄』（てんごくとじごく、Heavenly Puss）はトムとジェリーの短編作品の一つ。1949年7月9日公開。日本においては現在パブリックドメインとなっている。

## スタッフ
- 監督 - ウィリアム・ハンナ、ジョセフ・バーベラ
- 製作 - フレッド・クインビー
- 作画 - ケネス・ミューズ、エド・バージ、レイ・パターソン、アーヴン・スペンス
- 音楽 - スコット・ブラッドリー

## 作品内容
暖炉の傍で心地良さそうに眠るトム。そこへジェリーがつまみ食いに現れ、いつものように追いかけっこが始まった。トムは階上へ逃げるジェリーを捕まえようと階段のカーペットを引っ張るが、その際カーペットに釣られて滑り落ちてきたピアノと壁に潰され死亡してしまう。
気がつくと、トムの魂は長い長いエスカレーターで天空へ運ばれていき、雲の上に広がる異世界を見回しながら奥へと進んで行く。そこには「天国急行(Heavenly Express)」という列車が停まっており、そこから沢山の死んだ猫たちが列車へ乗り込んでいた。
さらに改札では、トムの悪友・ブッチ、フランキー、続いてアロイシウス、子猫のフラフ・マフ・パフが駅長のチェックを受け、列車に乗って行く様子が窺える。トムも駅長の目を掻い潜って行こうとするが、見つかって止められてしまう。
「君は自分の一生を罪のないネズミをいじめることに使ってきた。このままじゃ通すことはできない」駅長はトムにそう話す。ただ一つ天国へ行ける条件を提示し、「許しの証明書(Certificate of Forgiveness)」という書類を与える。列車の発車時刻までに自らの罪に対する許しの証としてジェリーの署名をもらえれば特別に通せるというのだ。もし失敗した場合、恐ろしい門番スパイクが待ち構える地獄行きとなる。
「覚えておけ。残された時間は一時間だ」と駅長が念を押した直後、トムは現世に戻ってきた。夢だったと思いひとまず安心したトムだが、トムの手には書類が。すぐさま天国から駅長の「急げ！トム」という声が響き渡る。早速トムはジェリーにケーキをあげて署名するよう頼むが、事情を知らないジェリーは全く協力せず、いつものようにやりたい放題。
困ったトムは署名を偽造しようとするが、全てを見通している駅長の前では無意味だった。トムは改めてジェリーの下を訪ね、彼の大好物であるチーズを報酬に署名を書いてもらおうとする。だが、内容を一読したジェリーは、物で全て清算しようなどと考えるトムの態度に腹を立て書類を破いてしまう。怒ったトムはジェリーを叩きのめそうとするが、背後に門番が現れトムを追い詰めてきたためすぐにジェリーを解放する。
急いで破かれた書類を貼り合わせ、再びサインを懇願するが、ついに発車時刻が近づき、天国列車が出発する音と予告放送が鳴り響く。ジェリーへ必死に懇願するトムはようやく署名を書いてもらったことで改札口へ引き返そうとエスカレーターへ向かうが、あと一歩の所でエスカレーターが消えてしまう。とうとう列車に間に合わなかったトムはそのまま燃え盛る地獄へと落とされ、煮え滾る釜の中でスパイクに槍で串刺しにされるのだった。
気がつくとそこは天国でも地獄でもない見慣れたリビング。暖炉からの燃えカスが飛び、眠っていたトムに当たっていただけで、夢オチだった。とにかく生きている事に大喜びのトムはジェリーを巣穴から呼び出し、彼を抱き締めながらキスを繰り返す。訳が分からないジェリーは首をかしげるばかりだった。
本作は「トムの死」そのものを根幹に据えた唯一の作品である。

## 登場キャラクター
トム
夢の中で、追いかけっこの最中2階から落ちてきたピアノの下敷きになり事故死してしまう。天国列車へ乗り込もうとするが、時間までに駅長からジェリーの署名をもらうよう伝えられる。
ジェリー
署名を欲しがるトムをいつもの調子でからかったり、チーズ一個で許しを請おうとする彼を拒否するが、必死で懇願するため仕方なく書類にサインをする。
駅長
天国列車の改札口で猫達を審査する白猫。その猫の死因と天国へ行ける資格があるかを見定めている。基本的には表情を表に出さないが、悲惨な死に方をした猫については同情する一面もある。
スパイク
今作では地獄の釜茹での番人役として登場しており、鬼のように毛の色が赤く顔つきも変わっており、さながら獄卒のような様相になっている。トムが普段から恐怖の対象としていることが窺える。
ブッチ
トムの悪友。ブルドッグとの喧嘩が原因で死亡してしたため、尻尾にブルドッグの入れ歯がくっついている。
フランキー
同じくトムの悪友で、ブッチに続いて駅長のチェックを受ける。死因は裏庭のフェンスで歌を歌っている途中にアイロンが頭に直撃したことで、帽子を脱いだ頭には大きなたんこぶが残っている。
アロイシウス
フランキーに続いて天国列車の改札に並んでいた肥満体の猫。ロードローラーに気づかず轢かれて死んでしまったため、横から見ると全身がペラペラになっている。この作品にのみ登場する。
フラフ、マフ、パフ（TBS版では『ゴロ・ニャン・チビ』）
アロイシウスの次に改札口に現れた3匹の子猫。死因は袋に入れられて川に投げ捨てられたためであるため、布袋に入ったまま天国に来ており、死んだことにも気づいていない様子であった（この子猫たちは「トムとジェリー」の別の短編作品『可愛い子猫と思ったら』にも登場している）。これを見た駅長は「人であればこんなことはできないはずなのに」と憐れんだ。